# Rhabditis tripartita
Rhabditis tripartita is een rondwormensoort uit de familie van de Rhabditidae. De wetenschappelijke naam van de soort is voor het eerst geldig gepubliceerd in 1981 door Ahmad & Jairajpuri.